# Špičák (berg i Tjeckien, lat 50,46, long 14,41)
Špičák är ett berg i Tjeckien. Det ligger i den centrala delen av landet, 40 km norr om huvudstaden Prag. Toppen på Špičák är 267 meter över havet.
Terrängen runt Špičák är lite kuperad.Runt Špičák är det ganska tätbefolkat, med 104 invånare per kvadratkilometer. Närmaste större samhälle är Štětí, 2,7 km väster om Špičák. Trakten runt Špičák består till största delen av jordbruksmark.